# Forum Clodii
Forum Clodii war eine antike römische Stadt im südlichen Etrurien. Sie lag an der Via Clodia am Westufer des Braccianosees.
Sie wurde durch Funde von Inschriften, darunter ein Stein mit einer Widmung für Lucius Licinius Iulianus auf dem der Name der Stadt explizit erwähnt ist, bei der romanischen Kirche San Liberato nördlich von Bracciano lokalisiert. Die Kirche beinhaltet zahlreiche antike Spolien, die aus der Stadt stammen könnten.
Forum Clodii ist 313 als Bischofssitz erwähnt.  Bereits 649 erscheint an seiner Stelle die Erwähnung des Episcopus Manturanensis, was darauf hindeutet, dass der Bischofssitz ins heutige Canale Monterano verlegt wurde. Möglicherweise wurde Forum Clodii 573 von den Langobarden zerstört und danach aufgegeben.
Auf den erloschenen Bischofssitz in Forum Clodii geht das Titularbistum Forum Clodii der römisch-katholischen Kirche zurück.